# Freerslev Sogn
Freerslev Sogn 
ist eine Kirchspielsgemeinde (dän.: Sogn)
auf der Insel Sjælland im südlichen Dänemark.
Bis 1970 gehörte sie zur Harde Ringsted Herred im damaligen Sorø Amt, danach zur Haslev Kommune im
Vestsjællands Amt, die im Zuge der  Kommunalreform zum 1. Januar 2007
in der
Faxe Kommune in der Region Sjælland aufgegangen ist.
Im Kirchspiel leben 251 Einwohner (Stand: 1. Januar 2023).

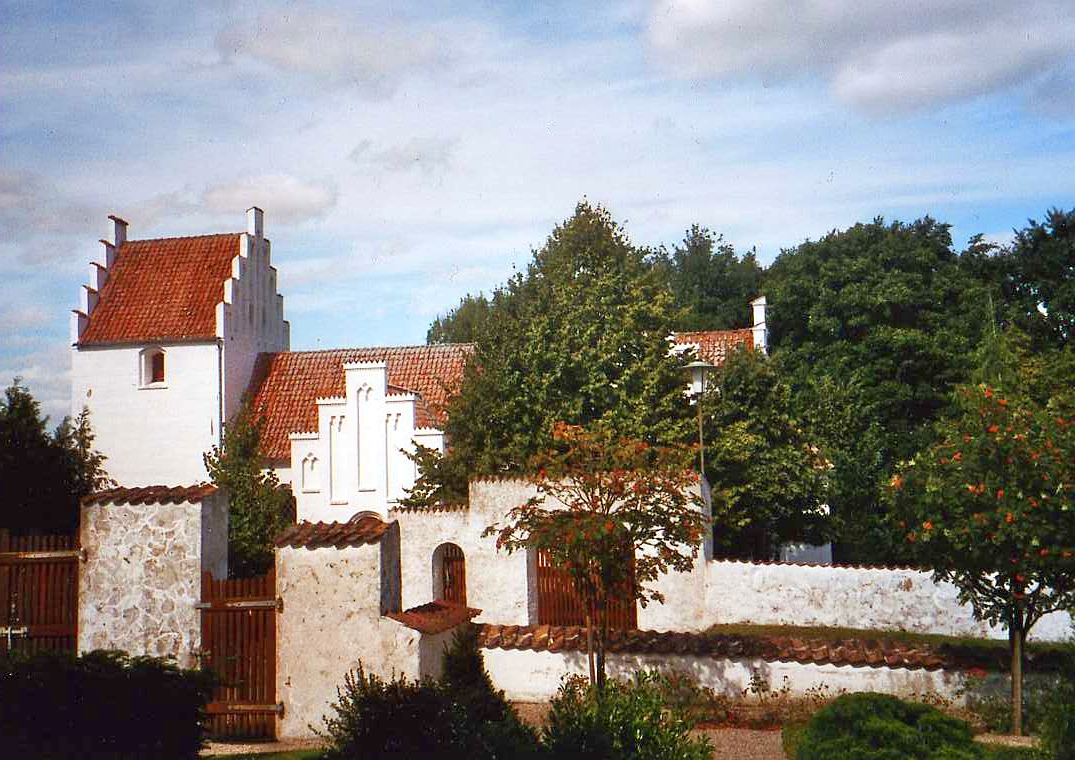
Freerslev Kirke

Im Kirchspiel liegt die Kirche „Freerslev Kirke“.
Nachbargemeinden sind im Norden Terslev Sogn, im Osten Tureby Sogn, im Südosten Sønder Dalby Sogn und im Südwesten Haslev Sogn.